# Pétanque

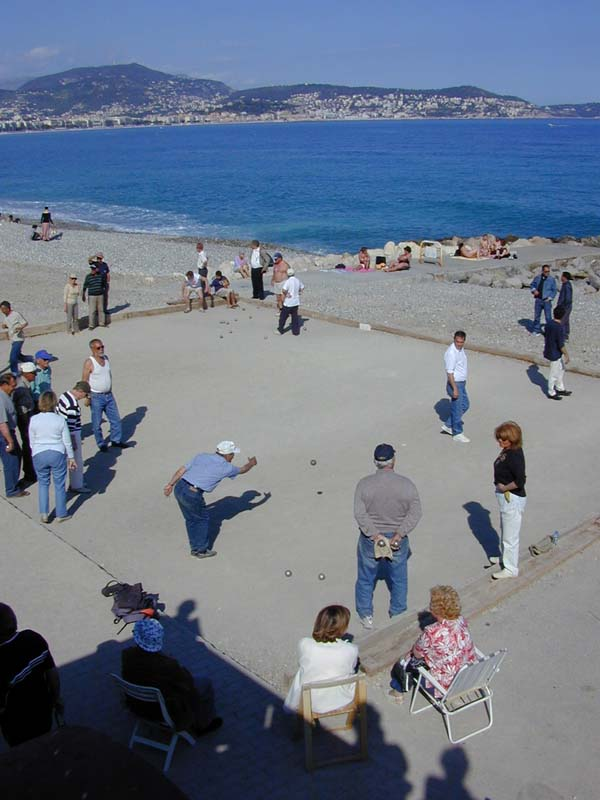
Rozgrywki na plaży w Nicei

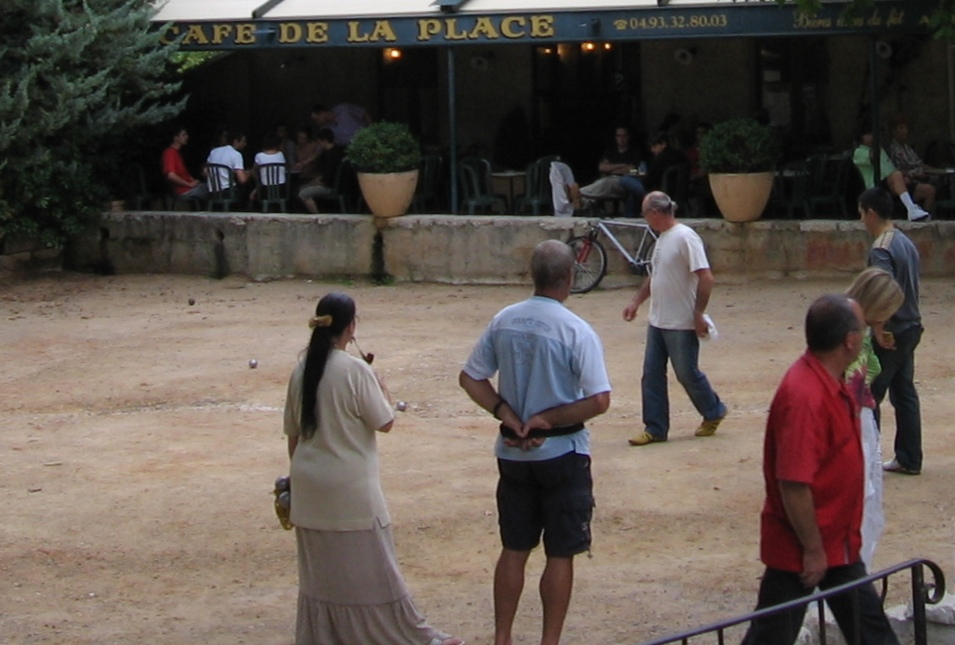
...i na placu w Saint-Paul-de-Vence

Pétanque (wym. [pe.tɑ̃ːk]) (petanka, gra w bule, gra w kule) – tradycyjna francuska gra towarzyska z elementami zręcznościowymi.
Popularna w szczególności w południowej Francji (Prowansja), ale uprawiana także w innych regionach Francji i w innych krajach europejskich (Belgia, Hiszpania, Włochy, Szwajcaria, Niemcy, Szwecja) i na świecie (Tunezja, Maroko, Wietnam, Tajlandia, Madagaskar, Kanada, Senegal). Rozgrywana jest jako sport nieolimpijski w ramach World Games.
Należy do najliczniej reprezentowanych dyscyplin sportu na świecie – w samej Francji liczba licencjonowanych zawodników wynosi 600 tysięcy. Petanka jest uprawiana coraz częściej w Polsce, głównie w parkach i niewybetonowanych skwerach. W Polskiej Federacji Petanque zrzeszonych jest 47 klubów (stan na 2025 rok).

## Zasady gry
Rozgrywki odbywają się na pozbawionym trawy placu (zwanym bulodromem), np. na utwardzonym żwirze, o wystarczających wymiarach (które dla gry turniejowej wynoszą min. 15×4 m). Gra polega na rzucaniu z wytyczonego okręgu metalowymi kulami (bulami; fr. boule – kula) o średnicy od 70,5 do 80 mm (ciężar od 650 do 800 g) w kierunku małej drewnianej lub plastikowej kulki o średnicy 30 mm nazywanej po francusku cochonnet, co znaczy prosiaczek (w Polsce częściej używa się nazwy świnka).
Partię rozgrywa się w jednym z trzech możliwych składów:
- single (fr. Tête-à-tête) – jeden gracz przeciwko drugiemu, gracze mają po 3 bule;
- dublety – w dwóch zespołach dwuosobowych, każdy gracz ma 3 bule;
- triplety – w dwóch zespołach trzyosobowych, każdy gracz ma 2 bule.

Każda partia składa się z kilku rozgrywek. Rozgrywka – to okres od wyrzucenia świnki do wyrzucenia przez graczy ostatniej kuli. W danej rozgrywce każdy gracz stara się umieścić swoją bulę bliżej świnki lub wybić punktujące (stojące najbliżej świnki) bule przeciwnika. Rzuca zawsze zawodnik drużyny, której kula aktualnie nie punktuje (nie znajduje się najbliżej świnki). Po wyrzuceniu wszystkich kul gracze podliczają punkty: zdobywa je tylko zwycięzca rozgrywki (którego kula stoi najbliżej świnki), który otrzymuje punkt za każdą bulę umieszczoną bliżej świnki niż najbliższa śwince bula przeciwnika. Najniższy możliwy wynik rozgrywki to 1 pkt. (bądź 0 w przypadku remisu), najwyższy w przypadku gry drużynowej 6 pkt., przy singlach – 3 pkt. Zwycięzca rysuje nowe kółko w miejscu, gdzie była świnka, po czym rozpoczyna następną rozgrywkę. Partię wygrywa osoba bądź zespół, który osiągnął jako pierwszy 13 punktów.

## Bule

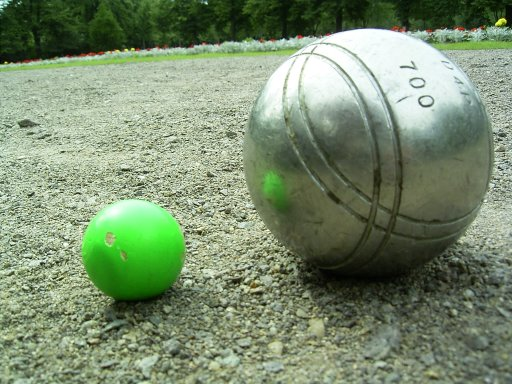
Świnka (po lewej) i bula (po prawej).

Istnieje kilka firm produkujących bule (najpopularniejsze to: Obut, JB, MS Pétanque, Intégrale, La Boule Bleue, La Boule Noire), oferujących pełną gamę amatorskich bądź profesjonalnych autoryzowanych zestawów. Te ostatnie sprzedawane są po trzy identyczne sztuki i ich cena waha się od ok. 180 do 800, a nawet 1000 złotych za komplet. Oprócz tego można też kupić amatorskie zestawy produkowane w Chinach, ich cena to ok. 40 zł za zestaw 6 kul.
Wszystkie kule profesjonalne są cechowane. To znaczy, że posiadają one wygrawerowaną nazwę producenta lub modelu, masę (w gramach), oraz cechę, identyfikującą bule. Najczęściej spotyka się kule z cechami w postaci „litera, liczba dwucyfrowa” (np. D83, X69). Producenci bul oferują także grawerowanie dowolnego napisu, bądź wzoru na kulach. Zwykle usługa taka wiąże się z dodatkowymi kosztami, choć w niektórych przypadkach jest ona wliczona w cenę zestawu.
Rozmiar buli dobiera się do wielkości dłoni rzucającego. Inne parametry (wagę, twardość stali, wykończenie powierzchni kuli) – do terenu oraz stylu gry i przyzwyczajenia rzucającego. Właściwości i przydatność zmiennych parametrów bul są tematem nieustających debat i dyskusji wśród graczy.
Puenterzy z reguły wybierają kule twarde, ciężkie i małe, posiadające nacięcia, zaś wybijacze – bule miękkie, lekkie i duże, bez nacięć. Niemniej występują odstępstwa od tych zasad.

## Historia
Pétanque, grywana mniej więcej od roku 1907, wywodzi się z innej, podobnej gry, o nazwie jeu provençal („gra prowansalska”), a jej nazwa – ze słów prowansalskich ped tanco (fr. pieds tanqués: „stopy razem”), ponieważ podczas rzutu obie stopy gracza muszą znajdować się wewnątrz wcześniej nakreślonego na placu niewielkiego koła. Petanka podobnie jak bowls i bocce wywodzi się z uprawianej przez rzymskich legionistów gry w kule, którzy rozpowszechnili ją w całym basenie Morza Śródziemnego. Pierwsze bule były robione z drewna i obijane zewsząd gwoździami. W 1930 roku przyjęto definitywnie użycie buli ze stali. W 1958 roku, w Marsylii powstała Międzynarodowa Federacja Pétanque i Gry Prowansalskiej.
Pierwsze rozgrywki międzynarodowe w tę grę odbyły się w 1959, a w mistrzostwach świata w 2004 w Grenoble uczestniczyły już 53 kraje, zaś międzynarodowa federacja pétanque zrzeszała 600 tysięcy graczy w 59 krajach. Polski związek – Polska Federacja Pétanque powstała w 2002. Jej siedziba znajduje się we Wrocławiu. Odmianą gry w kule jest dyscyplina paraolimpijska o nazwie boccia.
2 czerwca 2007 na całym świecie trwały obchody stulecia pétanque. W Polsce rozegrano wtedy turniej tripletów w Żywcu.
Od 1985 roku petanque jest dyscypliną sportu rozgrywaną w ramach World Games – światowych igrzysk dyscyplin nieolimpijskich.

## Tradycja i zwyczaje
W Prowansji gra w kule często łączy się z konsumpcją lokalnej anyżówki.
Tradycyjnie petanka jest postrzegana jako dyscyplina męska, choć kobiety również aktywnie uprawiają ten sport. Ten wizerunek gry ulega zmianie. Z danych szacunkowych przedstawionych przez Zarząd Polskiej Federacji Petanque na kongresie delegatów w marcu 2011 wynika, że spośród wszystkich grających w petankę w Polsce około 5–10% stanowią kobiety, podobny odsetek graczy stanowi młodzież. Jednak spośród osób zrzeszonych w klubach i posiadających aktywne licencje zawodnicze w sezonie 2011, według stanu na dzień 31 sierpnia 2011, kobiety stanowiły 20%, a juniorzy 15%.

## Pétanque w Polsce
W Polsce petanka zaczęła pojawiać się w latach 70. XX wieku, kiedy do kraju wracali polscy repatrianci tacy jak na przykład Emil Szafrański czy Edmund Łukaszewski. Przywozili ze sobą bule i zamiłowanie do wówczas zupełnie nieznanego w Polsce sportu. Pierwszym stowarzyszeniem, zrzeszających bularzy było powstałe 25 sierpnia 1999 Towarzystwo Miłośników Pétanque w Myślenicach.
10 listopada 2002 przedstawicieli sześciu klubów i stowarzyszeń: KS „Petanka” Wrocław, ASV Wrocław, KSP Jedlina-Zdrój, stowarzyszenia z Wałbrzycha oraz Żywca opracowały statut organizacyjny i powołały Polską Federację Pétanque.
W 2003 roku Polska po raz pierwszy wzięła udział w mistrzostwach świata w pétanque oraz zorganizowała turniej mistrzostw Polski. W rozgrywkach na poziomie Mistrzostw Europy i Mistrzostw Świata Seniorów polscy zawodnicy nie odnotowali większych sukcesów, natomiast nasi juniorzy już dwukrotnie stawali na podium: w 2003 roku Jędrzej Śliż zdobył brązowy medal w konkurencji strzału precyzyjnego podczas Mistrzostw Europy w Brnie. Dziewięć lat później Paweł Pieprzyk zdobył złoty medal w tej samej konkurencji podczas Mistrzostw Europy Juniorów rozgrywanych w belgijskim Ghent
W roku 2015 w PFP zrzeszone były 32 kluby uprawnione do rozgrywek ligowych.
Liczba licencji zawodniczych wydanych przez Polską Federację Pétanque do roku 2015 to ponad 1200, a w roku 2014 aktualne licencje zawodnicze posiadało 573 zawodników. Liczba grających w Polsce w Petanque rekreacyjnie szacowana jest na kilka do kilkunastu tysięcy.

## Bezpieczeństwo

### Wypadek
Gra w petankę jest bardzo bezpieczna. Tym niemniej uderzenie bulą w głowę może stanowić zagrożenie dla życia. Wszelkie wypadki zdarzają się niezwykle rzadko. Podczas ponad stuletniej historii sportu (w niektórych regionach uprawianego masowo) zanotowano jeden przypadek śmiertelny. W roku 2008 we francuskim mieście Adé w konsekwencji uderzenia bulą w głowę zmarł 39-letni mężczyzna Franck Hourcade.

### Buliganizm
W niektórych obszarach Francji (m.in. w Nièvre w zachodniej Burgundii, a także w Normandii, Langwedocji i na południowym zachodzie kraju) dochodziło do burd i aktów wandalizmu podczas turniejów gry w kule. Rywale ciskali w siebie nawzajem bulami, wdawali się w bójki i obrzucali obelgami. W Nievre, gdzie dochodziło do najpoważniejszych aktów przemocy rozgrywki zostały zawieszone, a po uspokojeniu sytuacji wznowione w ograniczonym zakresie.
Część zawodników o przyczyny zajść oskarżała miejscowych Romów, którzy uwielbiali petankę, zaś inni uważali, że problemem jest spożywanie napojów alkoholowych. W związku z tym padały również sugestie wprowadzenia prohibicji w miejscach rozgrywek.
Termin buliganizm wprowadziła lokalna prasa francuska.